# Billboard 200
Billboard 200 es una lista de éxitos musicales estadounidense perteneciente a la revista musical Billboard. Su objetivo es ofrecer una lista de los doscientos álbumes más vendidos de la semana. A menudo los artistas y grupos musicales son recordados por sus «números uno» en dicha lista.
La lista se basa únicamente en las ventas (tanto físicas como digitales) de álbumes en los Estados Unidos. La semana de seguimiento de las ventas comienza el lunes y termina el domingo. Los resultados se dan a conocer el jueves siguiente con una fecha de expedición del sábado de la semana siguiente.
En el año 2015 la revista Billboard realizó la lista Greatest of All-Time Billboard 200 Artists, con los artistas más exitosos, y ubicó a The Beatles en el primer puesto. Actualmente Elvis Presley es el artista con más álbumes acumulados en el Billboard 200 con un total de 126.

## Historia
Billboard comenzó una lista de álbumes en 1945. Inicialmente solo cinco posiciones largas, la lista de álbumes no se publicó en forma semanal, a veces tardaba de tres a siete semanas antes de que se actualizara. Luego apareció Popular Albums, en 1955, dicha lista se actualizaba cada dos semanas y solo contaba a los quince álbumes con mayores ventas en la región. Con la «explosión del rock and roll», el 24 de marzo de 1956, la lista se convirtió oficialmente en semanal y ahora se reconocerían de los diez a los treinta álbumes más vendidos. El primer álbum número uno fue Belafonte de Harry Belafonte. Posteriormente el conteo fue renombrado como Best-Selling Pop Albums a finales de 1956 y Best-Selling Pop LP's al año siguiente.
Comenzando el 25 de mayo de 1959, Billboard divide el conteo en dos listas, Best-Selling Stereophonic LPs para los «álbumes de estéreo», esta cuenta con treinta posiciones y Best-Selling Monophonic LPs para los «álbumes de monoaural», esta cuenta con cincuenta posiciones. Estos fueron renombrados en 1960, bajo los nombres de Stereo Action Charts y Mono Action Charts (ahora con solo cuarenta posiciones). Lo hicieron simultáneamente dos veces más ahora con los nombres de Action Albums—Stereophonic y Action Albums—Monophonic, en enero de 1961, con quince y veinticinco posiciones respectivamente, y tres meses más tarde como Top LPs—Stereo y Top LPs—Monaural, con cincuenta y ciento cincuenta, respectivamente.
El 17 de agosto de 1963, las listas de estéreo y monoaural se fusionan en una sola lista de 150 posiciones llamada Top LPs. El 1 de abril de 1967, la lista se amplió a 175 puestos, y finalmente a 200 posiciones, el 13 de mayo de 1967. En febrero de 1972, el título de la lista fue cambiado a Top LPs & Tape, y en 1984 fue retitulada a Top 200 Albums y en 1985 fue renombrado por décima vez bajo el título de Top Pop Albums, y en 1991 se convirtió en el Billboard Top 200 Albums, más tarde se le dio su actual título Billboard 200, oficialmente el 14 de marzo de 1992.

## Hitos de los artistas

### Top 10 más exitosos de todos los tiempos (1958-2019)
| Posición | Artista            |
| -------- | ------------------ |
| 1        | The Beatles        |
| 2        | The Rolling Stones |
| 3        | Elton John         |
| 4        | Mariah Carey       |
| 5        | Madonna            |
| 6        | Barbra Streisand   |
| 7        | Michael Jackson    |
| 8        | Taylor Swift       |
| 9        | Stevie Wonder      |
| 10       | Chicago            |

Fuente:

### Mayor cantidad de álbumes en el n.º 1
| Artista o grupo musical | Número de álbumes que se certifican |
| ----------------------- | ----------------------------------- |
| The Beatles             | 19                                  |
| Jay Z                   | 14                                  |
| Bruce Springsteen       | 11                                  |
| Barbra Streisand        | 11                                  |
| Taylor Swift            | 10                                  |
| Elvis Presley           | 10                                  |
| Eminem                  | 10                                  |
| Garth Brooks            | 9                                   |
| The Rolling Stones      | 9                                   |
| Madonna                 | 9                                   |
| Kenny Chesney           | 9                                   |
| Justin Bieber           | 8                                   |
| Janet Jackson           | 7                                   |
| Elton John              | 7                                   |
| Michael Jackson         | 6                                   |
| Britney Spears          | 6                                   |
| Ariana Grande           | 6                                   |

Fuente:

### Más semanas acumulativas en el n.º 1
| Artista o grupo musical | Número de semanas que se certifican |
| ----------------------- | ----------------------------------- |
| The Beatles             | 132                                 |
| Taylor Swift            | 86                                  |
| Elvis Presley           | 67                                  |
| Garth Brooks            | 52                                  |
| Michael Jackson         | 51                                  |
| Whitney Houston         | 46                                  |
| The Kingston Trio       | 46                                  |
| Adele                   | 40                                  |
| Elton John              | 39                                  |
| Morgan Wallen           | 39                                  |
| Fleetwood Mac           | 38                                  |
| The Rolling Stone       | 38                                  |

Fuente:

### Más álbumes consecutivos en el n.º 1
| Artista o grupo musical | Número de álbumes que se certifican |
| ----------------------- | ----------------------------------- |
| Eminem                  | 10                                  |
| Taylor Swift            | 10                                  |
| The Beatles             | 9                                   |
| The Rolling Stones      | 8                                   |
| Elton John              | 7                                   |
| Michael Jackson         | 6                                   |
| Beyoncé                 | 6                                   |
| Linkin Park             | 6                                   |
| Dave Matthews Band      | 6                                   |
| Lady Gaga               | 6                                   |
| Madonna                 | 5                                   |
| DMX (rapper)            | 5                                   |
| Ariana Grande           | 4                                   |
| Britney Spears          | 3                                   |
| Slipknot                | 3                                   |
| Selena Gomez            | 3                                   |
| Adele                   | 3                                   |

Fuente:

### Mayor cantidad de álbumes en los diez primeros
| Artista o grupo musical | Número de álbumes que se certifican |
| ----------------------- | ----------------------------------- |
| The Rolling Stones      | 36                                  |
| Barbra Streisand        | 34                                  |
| The Beatles             | 32                                  |
| Frank Sinatra           | 32                                  |
| Elvis Presley           | 27                                  |

Fuente:

### Mayor cantidad de álbumes acumulados
| Artista          | Número de álbumes acumulados |
| ---------------- | ---------------------------- |
| Elvis Presley    | 129                          |
| Willie Nelson    | 73                           |
| Grateful Dead    | 69                           |
| Bob Dylan        | 63                           |
| Frank Sinatra    | 62                           |
| Barbra Streinsad | 58                           |
| The Beatles      | 57                           |
| Johnny Mathis    | 56                           |
| Johnny Cash      | 54                           |
| Neil Diamond     | 53                           |